# ニコライ・ボイレセン
ニコライ・メラー・ボイレセン（Nicolai Møller Boilesen, 1992年2月16日 - ）は、デンマーク・ベレルップ出身の元サッカー選手。現役時代のポジションはディフェンダー。

## 経歴
2004年にブレンビーIFのユースチームでキャリアをスタートさせ、2009年12月、アヤックス・アムステルダムに移籍した。
2016年8月25日、FCコペンハーゲンに移籍。
2025年5月22日、シーズン終了後に現役を引退することを表明した。

## 代表歴
デンマーク代表としてUEFA U-21欧州選手権2011に出場した。
2011年8月10日のスコットランドとの親善試合でフル代表デビュー。2013年11月15日のノルウェーとの親善試合で代表初得点を挙げた。

## 個人成績

### クラブでの成績
| クラブ成績 | クラブ成績                 | クラブ成績       | リーグ | リーグ | カップ | カップ | 国際大会   | 国際大会   | 通算 | 通算 |
| シーズン   | クラブ                     | リーグ           | 出場   | 得点   | 出場   | 得点   | 出場       | 得点       | 出場 | 得点 |
| オランダ   | オランダ                   | オランダ         | リーグ | リーグ | KNVB杯 | KNVB杯 | ヨーロッパ | ヨーロッパ | 通算 | 通算 |
| ---------- | -------------------------- | ---------------- | ------ | ------ | ------ | ------ | ---------- | ---------- | ---- | ---- |
| 2010–11    | アヤックス・アムステルダム | エールディヴィジ | 6      | 0      | 1      | 0      | 0          | 0          | 7    | 0    |
| 2011–12    | アヤックス・アムステルダム | エールディヴィジ | 4      | 0      | 1      | 0      | 1          | 0          | 6    | 0    |
| 総通算     | 総通算                     | 総通算           | 10     | 0      | 2      | 0      | 1          | 0          | 13   | 0    |

## タイトル
クラブ
アヤックス・アムステルダム
- エールディヴィジ 2010-11, 2011-12, 2012-13, 2013-14
- ヨハン・クライフ・スハール 2013